# Ernest Adam

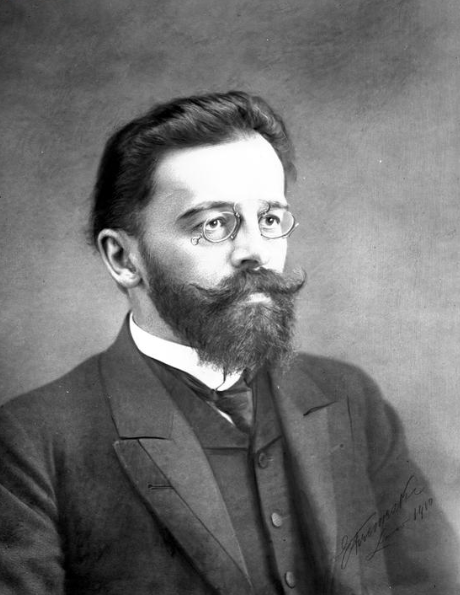
Ernest Adam

Ernest Adam (mit Pseudonym: J. Zawiszy; * 2. März 1868 in Lemberg; † 22. November 1926 ebenda) war ein polnischer gesellschaftlicher Aktivist, Bankier, Mäzen und national-demokratischer Politiker, der Abgeordneter für den Galizischen Landtag und später Senator war.

## Leben
Ernest Adam kam am 2. März 1868 in einer deutschen Kaufmannsfamilie aus dem Olsagebiet in Lemberg zur Welt. Er besuchte von 1878 bis 1886 das polnische altsprachliche Gymnasium in Lemberg. Anschließend studierte er von 1886 bis 1890 Jura an der Universität Lemberg, wo er 1893 den Doktor des Rechts erhielt.
1890 zog er nach Krakau um, wo er als Redakteur für die Zeitung „Nowa Reforma“ unter der Leitung von Adam Asnyk tätig war. Als 1891 der 100. Jahrestag der polnischen Verfassung vom 3. Mai 1791 begangen werden sollte, gab er als Sekretär des Bürgerkomitees die Broschüre Mieszczanin i chłop wobec Konstytucji 3 Maja (Bürger und Bauer gegenüber der Verfassung vom 3. Mai) heraus. In dieser Zeit brachte er im Bürgerkomitee die Idee vor, das Gedenken an diesen Tag in allen Randgebieten Polens zu stärken, in dem eine Organisation wie der Deutsche Schulverein oder die tschechische Ústřední matice školská gegründet wird. Dieser Vorschlag wurde angenommen und Adam wurde mit der Herausarbeitung der Statute einer solchen Gesellschaft beauftragt. Diese wurde 1892 als „Towarzystwo Szkoły Ludowej“ (TSL) 1892 in Krakau gegründet. Adam war in den ersten Jahren Sekretär in deren Generalverwaltung, dann Schatzmeister, von 1905 bis 1920 Vizevorsitzender und schließlich von 1920 bis 1926 Vorsitzender der Generalverwaltung. Gleich in den ersten Jahren wurden Kreise in der Provinz gegründet und Adam publizierte 1896 im „Przegląd Wszechpolski“ einige Artikel zu diesen.
1896 zog er zurück nach Lemberg, wo er als Vizesekretär der Lemberg Handels- und Wirtschaftskammer arbeitete. Zudem war er Redakteur von 1896 bis 1898 für die Zeitung „Przegląd Wszechpolski“ in Lemberg.
1900 gründete er mit Maksymilian Liptay eine Kreditgenossenschaft namens „Kasa Pożyczkowa“ (Kreditkasse), die sogleich in „Galicyjska Kasa Zaliczkowa“ (Galizische Vorschusskasse) umgewandelt wurde. 1910 wurde sie schließlich als „Galicyjski Ziemski Bank Kredytowy“ (Galizische Landeskreditbank) zu einer Aktiengesellschaft.
Nachdem die Lemberger Zeitung „Słowo Polskie“ im Jahre 1902 von Anführern der national-demokratischen Bewegung übernommen worden war, war er in der dortigen Verwaltung und Redaktion tätig.
Als Vorsitzender des Lemberger Kreises TSL finanzierte er 1903 den Bau der Volksschule in Konopnica bei Lemberg mit. Von 1903 bis 1920 war er Vorsitzender des Lemberg Związek Okręgowy TSL und gründete in diesem Amt die öffentliche „Książnica TSL“ (Bibliothek des TSL) in Lemberg, die bald mehr als 30000 Bände zählte.
1904 war er Mitgründer des Stronnictwo Narodowo-Demokratyczne in Galizien und wurde im folgenden Jahr 1905 Mitglied des Lemberger Stadtrates, dem er bis zu seinem Tod (außer während der Zeit des Ersten Weltkrieges 1915 bis 1918) angehörte. Im Jahre 1908 und 1913 wurde er zum Abgeordneten des Galizischen Landtages gewählt, wo er an mehreren Projekten mitarbeitete, die das Ziel verfolgten, eine größere Autonomie für Galizien gegenüber Österreich zu erreichen.
1910 rief er die in Kleinpolen größte „Bursa Grunwalzka TSL“  (Grunwaldinternat TSL) für 160 Schüler in Lemberg ins Leben.
In den Jahren 1915 bis 1919 war er Präsident des „Związek Stowarzyszeń Zarobkowych i Gospodarczych b. dzielnicy austrjackiej“ sowie Gründer und Vorsitzender von 1908 bis 1926 der Lemberger Handelsschulgesellschaft.
Im Herbst 1918 war er Vizepräsident des polnischen Nationalkomitees in dem von Ukrainern eingenommenen Teils von Lemberg und gleich darauf Mitglied des Lemberger Provisorischen Regierungskomitee, für das er im Januar 1919 mit Edward Dubanowicz nach Paris fuhr, um dort eine schnellere Ankunft der Armee des Generals Józef Haller zu bewirken. In seiner Abwesenheit wurde er 1919 als Abgeordneter aus Lemberg für die Polnische Verfassungsgebende Nationalversammlung gewählt. Im Jahre 1919 wurde er zudem zum Präsident der „Polska Krajowa Kasa Pożyczkowa“ (Polnische Landeskreditkasse) berufen.
1922 wurde er aus der Woiwodschaft Lwów in den Senat gewählt.